# Rossland (circonscription britanno-colombienne)
Pour les articles homonymes, voir Rossland.
Circonscription électorale provinciale du Canada
Rossland est une ancienne circonscription provinciale de la Colombie-Britannique représentée à l'Assemblée législative de la Colombie-Britannique de 1916 à 1924.

## Géographie
La circonscription représentait la ville et la région autour de Rossland.

## Liste des députés
| Législature                                 | Années                          | Député                          | Député                          | Parti                           |
| Rossland Issue de Rossland City             | Rossland Issue de Rossland City | Rossland Issue de Rossland City | Rossland Issue de Rossland City | Rossland Issue de Rossland City |
| ------------------------------------------- | ------------------------------- | ------------------------------- | ------------------------------- | ------------------------------- |
| 14e                                         | 1916–1920                       |                                 | William David Willson           | Libéral                         |
| 15e                                         | 1920–1924                       |                                 | William Kemble Esling           | Conservateur                    |
| Circonscription abolie, voir Rossland-Trail |                                 |                                 |                                 |                                 |